# Muzeul Altes
Muzeul Altes (din germană Muzeul Vechi) este un muzeu amplasat pe așa-numita Insula Muzeului din Berlin, Germania. Aici se află colecția de antichități (Antikensammlung) a Muzeelor de stat din Berlin. Clădirea muzeului a fost proiectată de arhitectul Karl Friedrich Schinkel în stil neoclasic și a fost construită în 1823-1830, pentru a adăposti colecția de artă a familiei regale prusace. Aceasta este una din cele mai remarcabile clădiri neoclasice și una din cele mai reușite opere ale lui Schinkel. Până în 1845, a purtat denumirea Königliches Museum (Muzeul Regal). Alături de celelalte muzee și clădiri istorice de pe Insula Muzeului, Muzeul Altes Museum a fost desemnat drept loc din patrimoniul mondial UNESCO în 1999.

## Istoric

### Context
La începutul secolului al XIX-lea, în burghezia germană setea de artă devenea tot mai proeminentă, fiind foarte populară ideea că arta trebuie să fie deschisă publicului și că cetățenii trebuie să poată beneficia de o educație culturală cuprinzătoare. Regele Frederic Wilhelm al III-lea al Prusiei, un susținător fervent al acestui ideal humboldtian pentru educație, l-a însărcinat pe Karl Friedrich Schinkel să proiecteze un muzeu public pentru colecția regală de artă.

### Proiectare
Planurile lui Schinkel pentru noul Königliches Museum, cum era numit atunci, au fost influențate, printre altele, de proiectele prințului Friedrich Wilhelm al IV-lea (ulterior devenit rege), care dorea ca stilul noii clădiri să fie puternic influențat de motivele antice. Prințul i-a și trimis arhitectului o schiță în creion a unei săli mari împodobite cu un portic clasic.
În proiectul său, Schinkel a încorporat Königliches Museum într-un ansamblu de clădiri împrejurul Berliner Lustgarten („Grădina plăcerii”). La sud, Stadtschloss era simbolul puterii lumești, la vest Zeughaus reprezenta puterea militară, iar la est Berliner Dom era întruchiparea autorității divine. Muzeul amplasat la nordul grădinii, care era construit în beneficiul educației, trebuia să reprezinte știința și arta, dar și burghezia conștientă de sine și de necesitatea de iluminare. Fațada orientată spre Lustgarten a fost proiectată ca un portic simplu dar cu 18 coloane impunătoare, proporționale importanței clădirii. Porticul a fost gândit inclusiv ca un loc de expunere a diferite monumente.

### Inaugurare

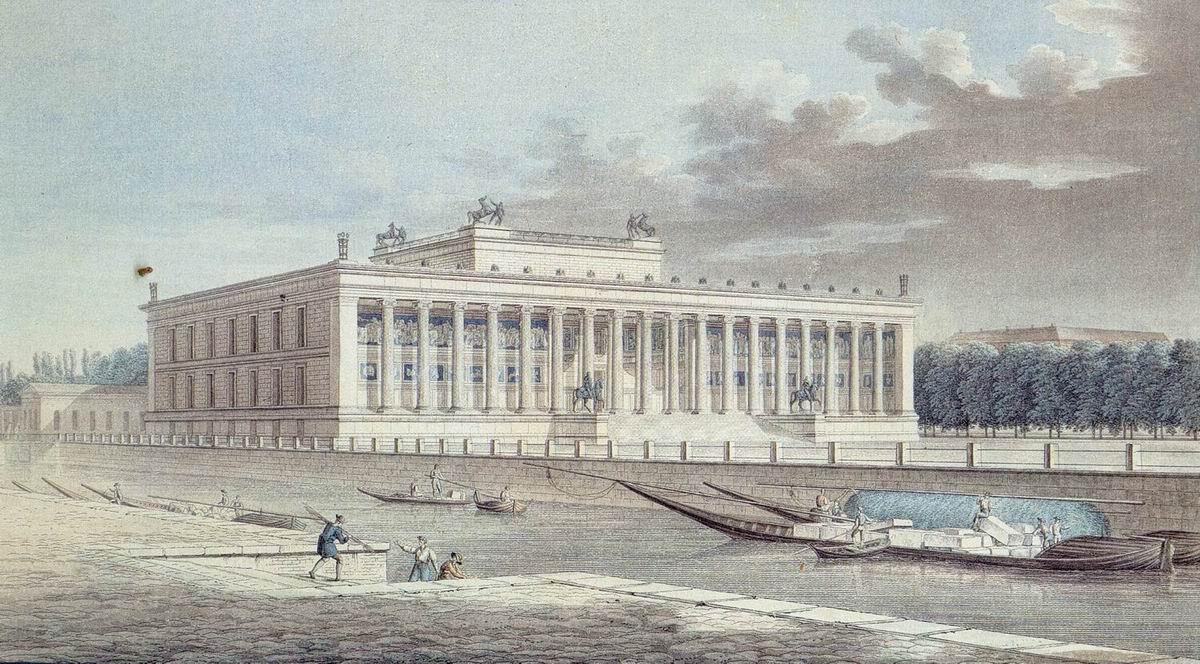
Altes Museum, cca 1830

Proiectul pentru Königliches Museum era gata încă din 1822/23, dar lucrările de construcție au început abia în 1825 și au durat trei ani. Inaugurarea a avut loc la 3 august 1830.
Schinkel a fost însărcinat și cu renovarea în stil neoclasic a catedralei baroce Berliner Dom și a exercitat o influență considerabilă asupra lui Peter Joseph Lenné în timpul renovării de către acesta a Lustgarten. Întrucât renovarea parcului avea loc în același timp cu construcția muzeului, colaborarea celor doi a rodit un ansamblu armonios.
În 1841, regele Friedrich Wilhelm al IV-lea a emis un decret regal, prin care a dispus ca întreaga parte de nord a insulei Spree (cunoscută în prezent ca Insula Muzeului) „să fie transformată într-un sanctuar al artei și științei”. În 1845, odată cu finalizarea Neues Museum („Muzeul nou”), Königliches Museum a fost redenumit în Altes Museum („Muzeul vechi”) și și-a păstrat denumirea respectivă până în prezent.

### Primele colecții

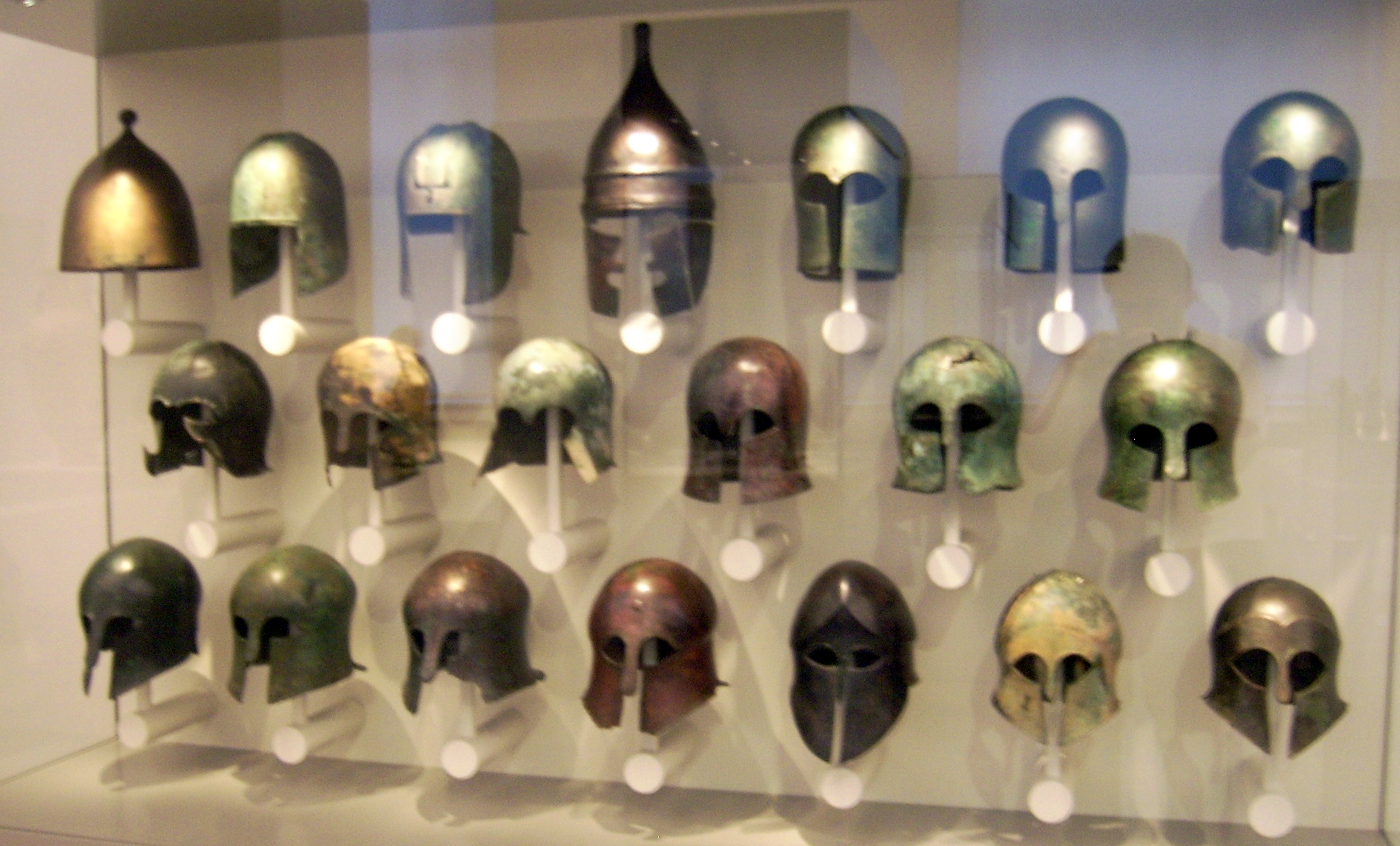
Coifuri din Grecia antică

Regele a dispus crearea unei Comisii responsabile de conceperea expozițiilor muzeului. Aceasta a decis să expună doar „artă erudită”: sculptură clasică din Grecia și Roma antică la parter, iar la etaj picturi clasice (lucrări executate de pictori iluștri din secolele precedente), precum și gravuri și desene. Alte tipuri de artă, pentru care nu mai rămăsese loc în muzeu, au fost în mare parte instalate la Schloss Monbijou.

### Evoluția Insulei Muzeului
Pe Insula Muzeului au fost deschise, de-a lungul anilor, tot mai multe muzee. În 1855 a fost inaugurat Neues Museum („Muzeul Nou”), arhitect Friedrich August Stüler. Au urmat Nationalgalerie (în prezent Alte Nationalgalerie) de Johann Heinrich Strack (1876), Kaiser-Friedrich-Museum (în prezent Bodemuseum) de Ernst von Ihne după planurile lui Stüler (1904) și Pergamonmuseum de Alfred Messel și Ludwig Hoffmann (1930).
Reconstrucția din 1894-1905 de către Julius Carl Raschdorff a catedralei Berliner Dom în stil neorenascentist (înlocuind stilul clasic abordat de Schinkel) a dăunat integrității ansamblului clasic, noua catedrală devenind cu mult mai mare.

### Secolul al XX-lea

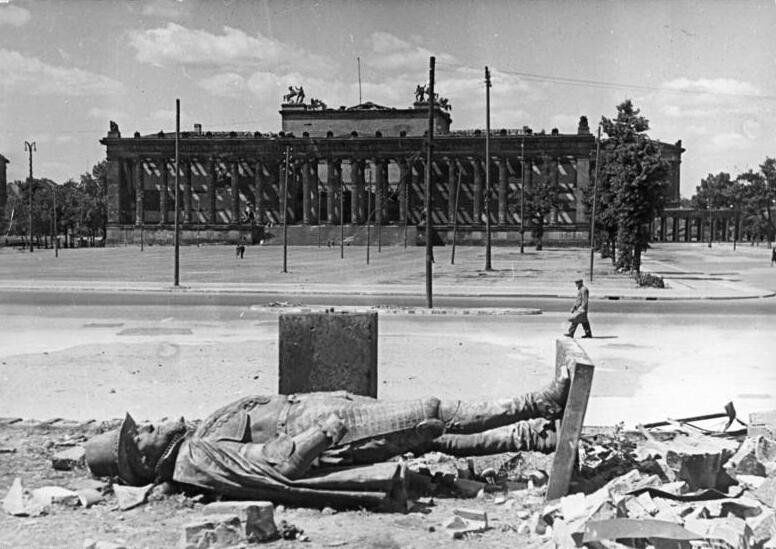
Altes Museum, 1950

În Germania nazistă, Altes Museum, împreună cu Lustgarten, era folosit ca fundal pentru paradele de propagandă. Cu puțin timp înainte de sfârșitul celui de-al doilea război mondial, muzeul a fost grav avariat de explozia în fața sa a unui camion-cisternă. Frescile proiectate de Schinkel și Peter Cornelius, care împodobeau vestibulul și peretele porticului, nu au mai putut fi recuperate.
Clădirea a fost primul muzeu de pe Insula Muzeului care a beneficiat de lucrări de reconstrucție și restaurare, în anii 1951-1966 sub îndrumarea lui Hans Erich Bogatzky și Theodor Voissen. În 1982 au fost restaurate picturile murale de pe rotondă, în baza proiectelor lui Schinkel.

## Colecție de exponate

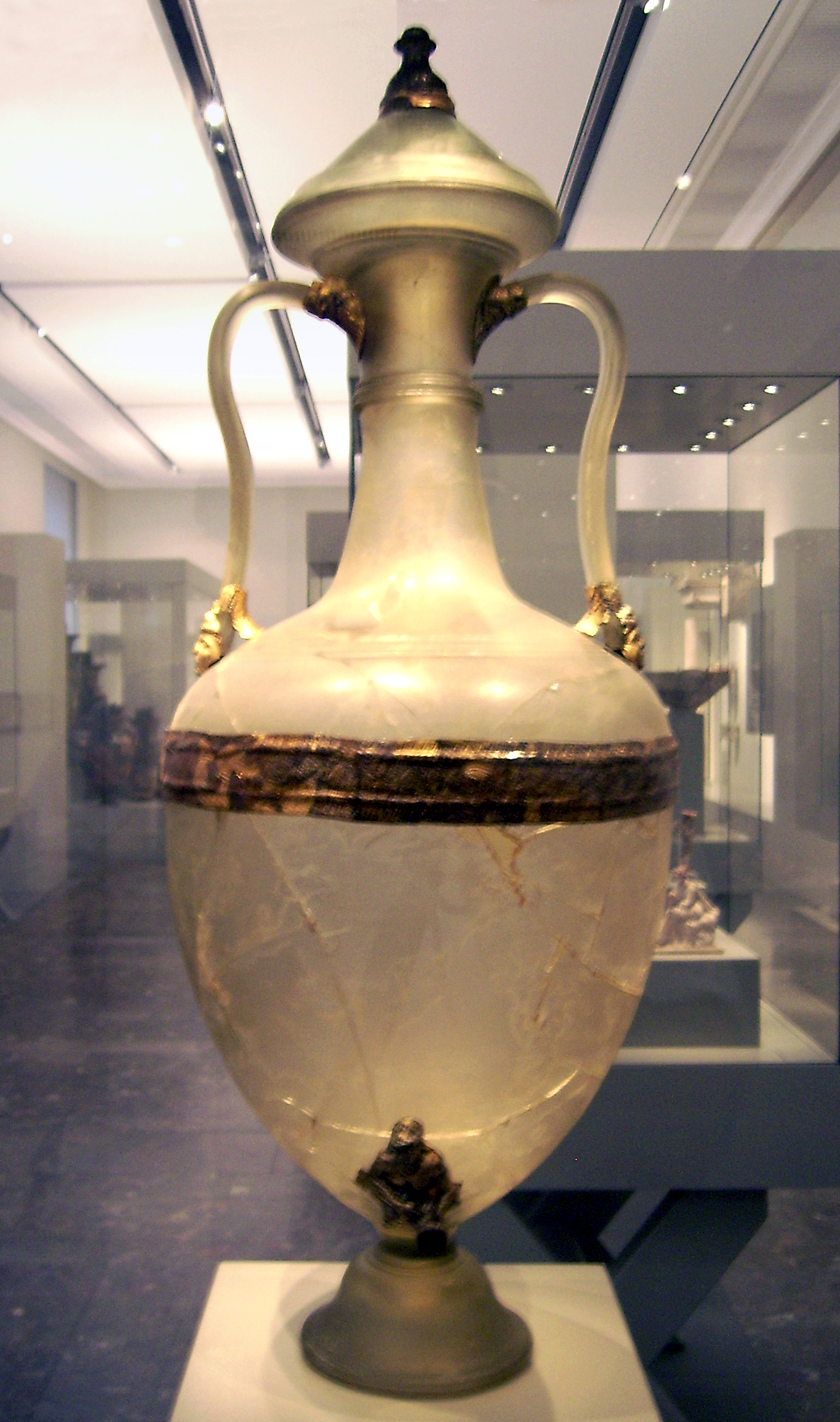
O amforă grecească din sticlă, datată din a doua jumătate a sec. al II-lea î.Hr., originară din Olbia, expusă la Altes Museum

Inițial, colecțiile muzeului includeau picturi clasice, gravuri și desene. Din 1904, însă, muzeul nu găzduiește decât Antikensammlung (colecția de antichități clasice). Această expoziție permanentă este expusă, din 1998, la parter. La etaj sunt organizate expoziții speciale.